# Vincent du Vigneaud
Vincent du Vigneaud (n. 18 mai 1901, Chicago, Illinois, SUA – d. 11 decembrie 1978, White Plains, New York, SUA) a fost un chimist american, laureat al Premiului Nobel pentru chimie (1955) pentru lucrările sale privind compușii sulfului cu importanță biochimică, între care metionina și rolul ei în transmetilarea unor compuși de importanță fiziologică.